# 31972 Carlycrump
31972 Carlycrump è un asteroide della fascia principale. Scoperto nel 2000, presenta un'orbita caratterizzata da un semiasse maggiore pari a 2,2993660 UA e da un'eccentricità di 0,0532197, inclinata di 5,76508° rispetto all'eclittica.